# Плоскопанелен дисплей
Плоскопанелните дисплеи се използват от хората в показващи устройства, за изобразяване на медийно съдържание (снимки, видео, текст, или други визуални материали). Целта може да е професионална или развлечение, а устройствата може да са потребителска електроника, персонални компютри, мобилни устройства, както и разнообразни апарати в областта на здравното обслужване, транспорта и промишлеността. Те са много по-леки и по-тънки от традиционните телевизори и монитори с кинескоп и като цяло са много по-тънки: самият панел е дебел по-малко от 10 cm. Плоските дисплеи могат да бъдат разделени на две категории: променливи и статични. Променливите дисплеи изискват периодична регенерация на пикселите по електронен път, за да могат да поддържат своето състояние (например, течно-кристални дисплеи (LCD)). Променливият дисплей показва изображението само когато е захранен с ток чрез батерия или мрежово захранване. Статичните плоски дисплеи от друга страна, са изработени от материали, които имат две бистабилни цветни състояния (например E-книга), и запазват текста или изображението на екрана дори и без електрическо захранване. Към 2016 г. плоските дисплеи са почти напълно заменили старите кинескопни дисплеи. В много приложения след 2010, по-специално при по-малките преносими устройства като лаптопи, мобилни телефони, смартфони, цифрови фотоапарати, видеокамери и др, LCD се предпочитат поради преносимостта и лекотата си.
След 2010-те настъпва епохата на плоските дисплеи, основани на течни кристали (LCD) или светодиоди (LED). Повечето LCD дисплеи работят с подсветка, като за показване на цветовете се използват цветни филтри. Плоските дисплеи са тънки и леки и осигуряват по-добра линейност и по-висока разделителна способност от телевизорите с кинескоп. Максималната разделителна способност за телевизори с кинескоп от потребителски клас е 1080i, докато много от LCD панелите могат да показват Full HD (1080р) и дори 4K резолюция. Към 2016 г. някои устройства с LCD-панели, като таблети, смартфони и по-рядко лаптопи, използват сензорен екран, което дава възможност само с едно докосване на екрана да се изберат икони или да се инициират действия (например, възпроизвеждане на цифрово видео). Много сензорни екрани могат да показват виртуална QWERTY или цифрова клавиатура, за да може потребителят да се въвежда думи или цифри.

## Видове

### Течнокристални дисплеи
Течно-кристалните дисплеи (LCD) са леки, компактни, преносими, евтини, по-безопасни и по-малко уморяват очите, отколкото екраните с кинескоп. LCD екраните използват тънък слой от течен кристал – течност, която проявява кристални свойства. Той е затворен между два електрически проводника във вид на плочи. Горната плоча има прозрачни електроди, нанесени на нея, а на задната плоча е осветена така, че зрителят може да види изображението на екрана, формирано с пиксели. Чрез прилагане на контролирани електрически сигнали към плочите може да бъде активиран различен сегмент от течния кристал, което води до промени в оптичните му свойства. Така тези сегменти могат да пропускат или блокират светлината. Изображението се формира чрез преминаване на светлината през някои сегменти. Те се използват в различни електронни устройства, като например часовници, калкулатори, компютри и лаптопи.

### Плазмени дисплеи
Плазменият дисплей се състои от две стъклени плочи, разделени с тясна междина, пълна с газ, например, неон. Всяка една от тези плочи има няколко паралелни електрода, с които се формират пикселите. Електродите на двете плочи са разположени под прав ъгъл един спрямо друг. При подаване на напрежение между два електрода, всеки на различна плоча, протича тлеещ разряд в слоя газ между двата електрода и пикселът светва. Светенето на газовите сегменти се поддържа с по-ниско напрежение, отколкото непрекъснато приложеното към всички електроди. След 2010 г., плазмените дисплеи са изоставени от много производители.

### Органични светодиоди
В светоизлъчващите органични диоди (OLED), се използва тънък слой от органично вещество, който излъчва светлина в резултат на прилагане на електрически ток. Този слой от органични полупроводници се намира между два електрода, като обикновено поне един от тези електроди е прозрачен. Светодиодите се използват за създаване на цифрови дисплеи на устройства като телевизори, компютърни монитори, преносими системи, като например мобилни телефони, преносими конзоли, игри и смартфони. Една от основните области на научни изследвания е разработването на OLED устройства с бяла светлина за осветление.